# 958
958 (CMLVIII) je bilo navadno leto, ki se je po julijanskem koledarju začelo na petek.

## Dogodki
- 1. januar

## Rojstva
- Oton-Viljem, burgundski grof († 1026)
- Samuel, bolgarski car († 1014)
- Bazilij II., bizantinski cesar († 1025)
- Vladimir I. Veliki, kijevski veliki knez († 1015)